# من بیرونم
«من بیرونم» (به انگلیسی: I'm Out) تک‌آهنگی از هنرمند اهل ایالات متحده آمریکا سی‌یرا به همراهی نیکی میناژ است که در ۳ ژوئن ۲۰۱۳ منتشر شد.